# بيت علي سعيد (حجة)

تعديل مصدري - تعديل

بيت علي سعيد هي إحدى قرى عزلة جبل عيان بمديرية حجة التابعة لمحافظة حجة، بلغ تعداد سكانها 261 نسمة حسب تعداد اليمن لعام 2004.